# Titularerzbistum Nicopolis in Epiro
Nicopolis in Epiro (ital.: Nicopoli di Epiro) ist ein Titularerzbistum der römisch-katholischen Kirche. 
Es geht zurück auf einen untergegangenen Erzbischofssitz in der antiken römischen Stadt Actia Nicopolis im Nordwesten Griechenlands in der Region Epirus am Ambrakischen Golf nahe Préveza.

## Titularerzbischöfe von Nicopolis in Epiro
| Titularerzbischöfe von Nicopolis in Epiro |                                    |                                                                              |                   |                  |
| Nr.                                       | Name                               | Amt                                                                          | von               | bis              |
| 1                                         | Enrico Grazioli                    | Altbischof von Guastalla (Königreich Italien)                                | 24. März 1898     | 31. März 1906    |
| 2                                         | Giovanni Battista Federico Vallega | Alterzbischof von Izmir (Türkei)                                             | 1. März 1929      | 4. Dezember 1944 |
| 3                                         | Walenty Dymek                      | Weihbischof in Gnesen-Posen (Volksrepublik Polen)                            | 3. Juli 1945      | 3. Mai 1946      |
| 4                                         | Alessandro Guidati                 | Alterzbischof von Naxos, Andros, Tinos und Mykonos (Königreich Griechenland) | 22. Februar 1947  | 25. Juni 1952    |
| 5                                         | Celestine Joseph Damiano           | Apostolischer Delegat für die Südafrikanische Union                          | 27. November 1952 | 24. Januar 1960  |
| 6                                         | Antonio Cardona Riera              | Altbischof von Ibiza (Spanien)                                               | 28. März 1960     | 24. Juni 1961    |
| 7                                         | Joseph-Paul Strebler SMA           | Alterzbischof von Lomé (Französisch-Togo/Togo)                               | 16. Juni 1961     | 11. Juni 1971    |